# Сальников, Сергей Сергеевич (футболист)
Сергей Сергеевич Сальников (13 сентября 1925, Краснодар, Северо-Кавказский край — 9 мая 1984, Москва) — советский футболист, нападающий. Игрок олимпийской и национальной сборной СССР. Заслуженный мастер спорта СССР (1954, снято в апреле 1955; восстановлено в июле 1955).
«Один из наиболее техничных игроков советского футбола».
Окончил Высшую школу тренеров при ГЦОЛИФКе (1955) и факультет журналистики МГУ (1961). Член КПСС с 1960 года.

## Биография

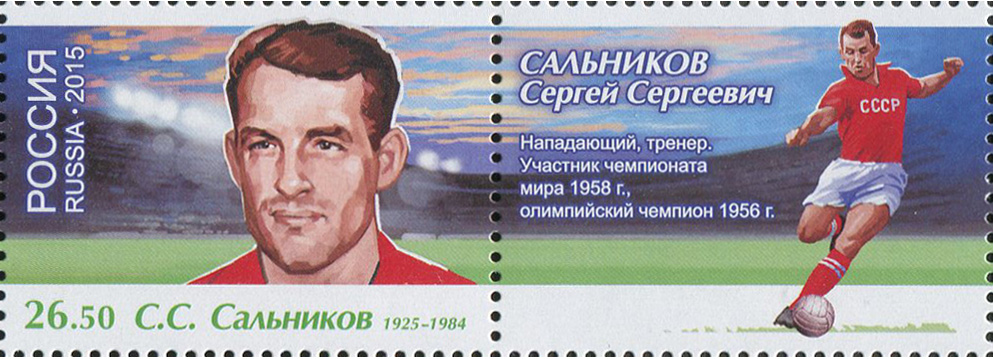
Почтовая марка России, 2015 год

Родился в Краснодаре, потом с отцом жил в подмосковной Тарасовке, где ещё до войны располагалась база московского «Спартака». Существовала легенда, что отцом Сергея был Николай Петрович Старостин. Сам Сальников в шутку этот факт не отрицал, на аналогичный вопрос Никиты Симоняна отвечал: «Старостин не признается, но по крайней мере я похож на него».
Позже его родители развелись. Когда Сергей стал знаменитым футболистом, отец приезжал к нему просить об алиментах.
Начал играть в 1941 году в Москве в юношеской команде «Спартака». Впервые появился в составе главной команды в августе 1942 года.
В 1943 году присоединился к тренировкам футболистов ленинградского «Зенита», которые проходили в Подлипках. Основной состав «Зенита» оказался там вследствие эвакуации из блокадного города. Помимо тренировок, команда проводила товарищеские игры, принимала участие в Кубке Москвы.
В 1944 году вместе с командой завоевал Кубок СССР. По пути к финалу был обыгран московский «Спартак», а Сальников стал соавтором победного гола. В финале ленинградцы одолели признанного фаворита московский ЦДКА. На этот раз Сальников забил решающий мяч в ворота армейцев. За «Зенит» Сергей отыграл и первый послевоенный сезон 1945 года. По итогам сезона стал лучшим бомбардиром команды, забив восемь мячей, что в итоге помогло ей занять шестое место.
В 1946 году вернулся в «Спартак», где играл до 1949 года.
С 1950 года оказался в составе московского «Динамо». Поначалу спартаковцы считали это предательством. Но вскоре выяснилась истинная причина побега Сергея. Был арестован отчим, и Сальников, полагая, что может облегчить его участь, перешёл в «Динамо». Как только отчим вышел на свободу, Сергей вернулся в «Спартак». За это его лишили звания «Заслуженный мастер спорта», но через три месяца в звании восстановили.
Завершил карьеру в 1960 году, и уже со следующего года работал тренером в командах мастеров.
В 1961 возглавлял клуб «Шахтёр» (Шахты). В 1964 — главный тренер клуба «Труд» (Воронеж).
С декабря 1964 по ноябрь 1965, в августе-декабре 1966 работал тренером в «Спартаке». В январе-июле 1967 — главный тренер «Спартака». Затем три года снова был помощником главного тренера команды.
В 1971—1972 возглавлял клуб из Афганистана «Маареф» (Кабул).
В 1975 работал тренером в юношеской сборной СССР.
В 1976 снова вернулся в Афганистан, где помогал тренировать национальную сборную.
В 1978 вернулся на родину и в течение года возглавлял клуб второй лиги «Красная Пресня».
В 1979—1984 — телекомментатор спортивной редакции Гостелерадио СССР. Неоднократно выступал в спортивной печати с обозрениями и аналитическими статьями о тенденциях развития футбола.
До самой смерти принимал участие в ветеранских матчах.
9 мая 1984 года ветераны «Спартака» играли с более молодыми одноклубниками. В раздевалке по окончании матча, возбужденный выигрышем, он крикнул Амбарцумяну: «Старик, а ты видел, какой пас я отдал!». Наклонился расшнуровывать бутсы и упал. Реанимационные действия не помогли — спортсмен умер от сердечного приступа.

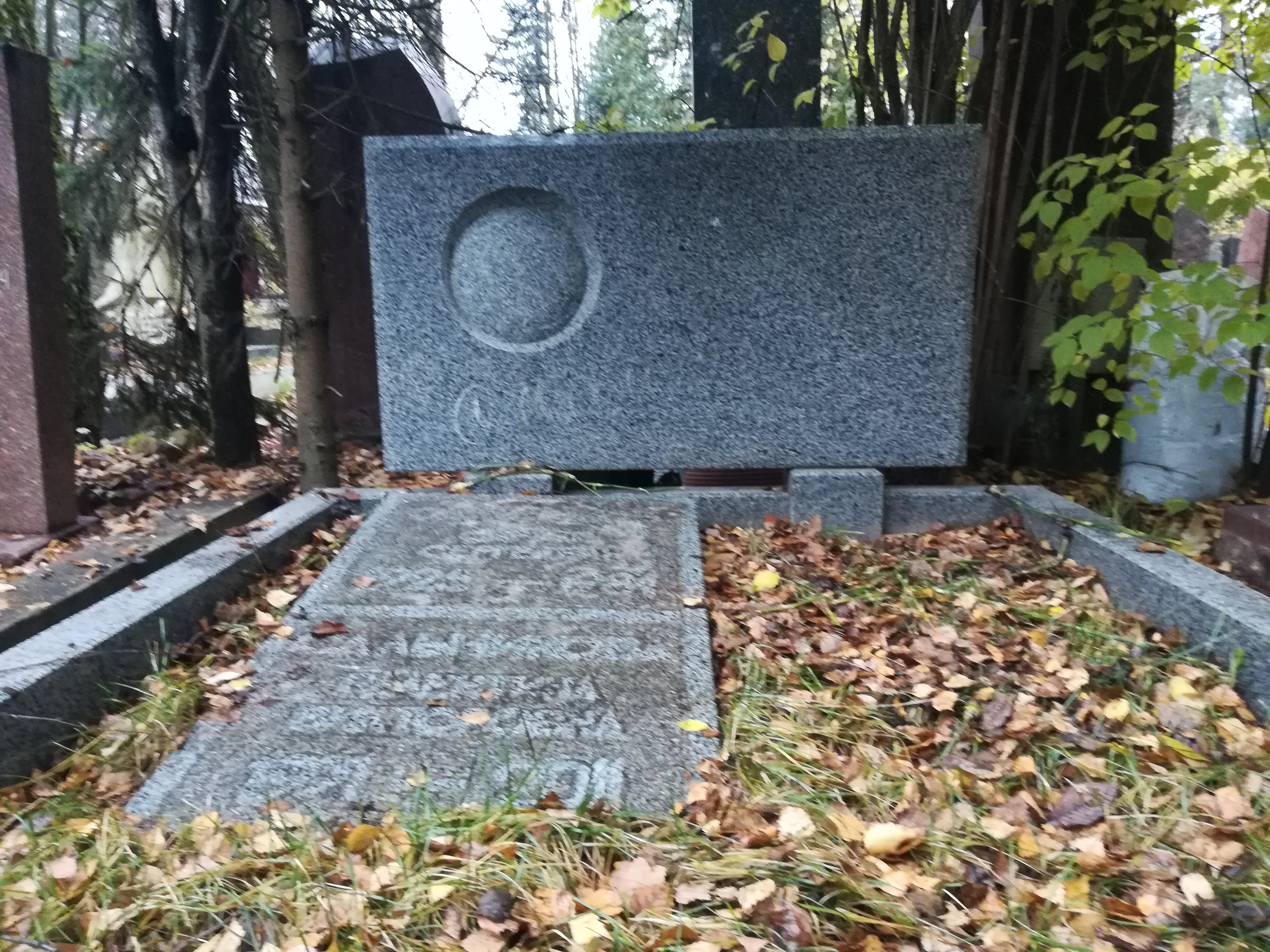
Могила на Кунцевском кладбище

Похоронен на Кунцевском кладбище.

### Стиль игры
В анкете газеты «Советский спорт» так характеризовал свой любимый удар по мячу: «Мяч, летящий сбоку, преимущественно с правой стороны, примерно на метровой высоте, принимается „накрывающим“ ударом левой ноги (сам удар производится внешней стороной подъёма). При точном выполнении получается „резаный“ мяч, трудный для вратаря».

## Сборная
Первый официальный матч за сборную СССР провёл 8 сентября 1954 года против Швеции, в котором сборная СССР победила со счётом 7:0. Два мяча были на счету Сальникова.
В составе сборной стал олимпийским чемпионом Игр 1956 года в Мельбурне.
Был участником чемпионата мира 1958 года. 19 июня 1958 года там же провёл последний официальный матч за сборную против Швеции, в котором советская сборная уступила со счётом 0:2.
Всего за сборную сыграл 14 матчей и забил 9 голов.
За олимпийскую сборную сыграл 6 матчей и забил 2 гола. Также в составе главной сборной СССР сыграл в 10 неофициальных матчах и забил 2 гола.
Победитель Спартакиады народов СССР 1956 в составе сборной Москвы.

## Достижения

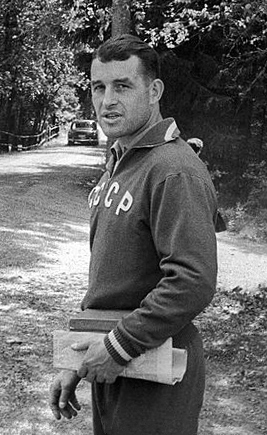
Сергей Сальников, 1958 год

### Командные
- Олимпийский чемпион 1956 года
- Чемпион СССР (3): 1954, 1956, 1958
- Обладатель Кубка СССР (5): 1944, 1946, 1947, 1953, 1958

### Личные
- В списках лучших футболистов сезона в СССР (9): № 1 — 4 раза (1949, 1953, 1955 и 1956), № 2 — 1948 и 1951, № 3 — 1950, 1957 и 1958.
- Член клуба Григория Федотова

## Награды
- Орден «Знак Почёта» (27.04.1957) — «за успехи, достигнутые в деле развития массового физкультурного движения в стране, повышения мастерства советских спортсменов, и успешное выступление на международных соревнованиях»

## Семья
Дважды был женат.
Первая жена Нина была легкоатлеткой. В браке с ней родились две дочери-близнецы: Нина и Александра.
От второй жены, Валентины, тоже родились две дочери-близнецы: Юлия и Алла, а также сын Сергей.
Юлия Сальникова была чемпионкой СССР по теннису. Позже переехала в Грецию, имеет четверых детей-теннисистов: Стефаноса (род. 1998), Петроса (род. 2000), Павлоса (род. 2005), Елизавет (род. 2008). Алла живёт в Японии, замужем за микробиологом, дочь Айка.

## Киновоплощения
- Станислав Раскачаев — «Лев Яшин. Вратарь моей мечты», 2019 год.